# Engviol
Engviol (Viola palustris), ofte skrevet eng-viol, er en 5-20 cm høj plante i viol-familien. Bladene i den fåbladede roset er nyreformede og helt eller næsten helt glatte. I Danmark findes engviol hist og her i moser og fugtige enge.